# Get Your Wish
"Get Your Wish" là một bài hát của ca sĩ - nhạc sĩ nhạc điện tử người Mỹ Porter Robinson, được phát hành vào ngày 29 tháng 1 năm 2020, là bài hát đầu tiên trong album phòng thu thứ hai của anh Nurture.
Một video âm nhạc chính thức cũng được phát hành cùng thời điểm với bài hát, với nội dung là Robinson đứng hát trên một sân khấu đầy nước, như đang diễn tả việc đi trên mặt nước.

## Sáng tác
— Robinson trong một bức thư dành cho fan.
Robinson hát cho "Get Your Wish", nhưng không phải chất giọng thường thấy của anh mà là một chất giọng nữ tính đã qua chỉnh sửa. Anh nói rằng chất giọng đó "dễ dàng trực tiếp miêu tả những chuyện đau khổ hơn" Lời bài hát "Get Your Wish" cho thấy góc nhìn của Robinson về sự trầm cảm và cái chết bản ngã.
Robinson đã nói rằng anh hâm mộ văn hoá Nhật Bản, video game và anime, và những điều đó ảnh hưởng sâu sắc tới phong cách nhạc của anh. Ví dụ thực tế nhất cho câu nói ấy là khi Porter và A-1 Pictures đồng sản xuất video âm nhạc cho Shelter.

## Video âm nhạc
"Get Your Wish" và video âm nhạc của nó phát hành cùng lúc trên các nền tảng stream âm nhạc và YouTube.
Trong video âm nhạc chính thức của "Get Your Wish", Robinson đứng trên một sân khấu ngập nước. Anh bắt đầu lấy một cái micro từ mặt nước và bắt đầu hát. Video có các phân cảnh khác nhau như phân cảnh anh đứng hát, ngồi hát trong đau khổ. Trong lúc cao trào, màn hình phía sau bắt đầu chiếu cảnh pháo hoa, được dựng song song với cảnh Robinson hát dưới nước.

## Xếp hạng
| Xếp hạng (2020)                           | Vị trí |
| ----------------------------------------- | ------ |
| US Hot Dance/Electronic Songs (Billboard) | 12     |

| Xếp hạng (2020)                           | Vị trí |
| ----------------------------------------- | ------ |
| US Hot Dance/Electronic Songs (Billboard) | 95     |

## Phát hành
| Phiên bản                    | Ngày                | Phương thức                       | Nhãn hiệu |
| ---------------------------- | ------------------- | --------------------------------- | --------- |
| Bản gốc                      | 29 tháng 1 năm 2020 | Tải xuống kĩ thuật số • streaming | Mom + Pop |
| Anamanaguchi Remix           | 15 tháng 7 năm 2020 | Tải xuống kĩ thuật số • streaming | Mom + Pop |
| DJ Not Porter Robinson Remix | 22 tháng 7 năm 2020 | Tải xuống kĩ thuật số • streaming | Mom + Pop |